# Michel Petrucciani (album)
Pour l’article homonyme, voir Michel Petrucciani.
Albums de Michel Petrucciani
Flash
(1980) Date with Time
(1981)
Michel Petrucciani est le deuxième album du pianiste Michel Petrucciani paru en 1981 sur le label Owl Records. Petrucciani est accompagné par Jean-François Jenny-Clark à la contrebasse et Aldo Romano à la batterie.

## Enregistrement
Les enregistrements se déroulent le 3 et 4 avril 1981 au Spitsbergen Studio situé aux Pays-Bas.
| Musicien                  | Instrument  | Titre |  | Équipe technique     |                  |
| ------------------------- | ----------- | ----- |  | -------------------- | ---------------- |
| Michel Petrucciani        | piano       | 1—6   |  | Jean-Jacques Pussiau | producteur       |
| Jean-François Jenny-Clark | contrebasse |       |  | Yan Willen           | ingénieur du son |
| Aldo Romano               | batterie    |       |  | Gilles Ehrmann       | photographie     |

## Titres
| N°     | Titre                     | Compositeur                  | Durée |
| ------ | ------------------------- | ---------------------------- | ----- |
| Face 1 |                           |                              |       |
| 1.     | Hommage À Enelram Atsenig | Michel Petrucciani           | 4:21  |
| 2.     | Days of Wine and Roses    | Henry Mancini, Johnny Mercer | 7:17  |
| 3.     | Christmas Dreams          | Aldo Romano                  | 7:14  |
| Face 2 |                           |                              |       |
| 4.     | Juste un Moment           | Michel Petrucciani           | 6:01  |
| 5.     | Gattito                   | Aldo Romano                  | 6:08  |
| 6.     | Cherokee                  | Ray Noble                    | 6:34  |

## Réception
Sur le guide musical AllMusic, Scott Yanow commente l'album en indiquant que le jeu du jeune pianiste est à cette période encore marqué par l'influence du pianiste Bill Evans et cet enregistrement révèle qu'il était « un brillant pianiste dès ses débuts ».